# Biofilm
Biofilm er en film af bakterier på overfladen af et materiale.
Et eksempel på biofilm er den film, man kan mærke på sine tænder, når det er et stykke tid siden, man sidst har børstet tænder. I renseanlæg anvendes biofilm som et alternativ til aktive slamprocesser. I aktive slamprocesser er bakterierne suspenderet i vandet. Dette medfører et behov for sedimentering/bundfældning. I biofilmprocesser sidder de aktive bakterier på et fast materiale, f.eks. brændte lerkugler eller plastik, som ikke skylles ud af renseanlægget.

## Eksterne links
- Nature's fight against bacteria. Biotech Academy Arkiveret 3. december 2023 hos  Wayback Machine
- Bakterier i slim dræber! DR Sundhed
- Bakterier. Kemi-tec Arkiveret 3. maj 2014 hos  Wayback Machine
- Kroniske infektioner bliver til uhelbredelige biofilm. Videnskab.dk